# Dicnemon calycinum
Dicnemon calycinum är en bladmossart som beskrevs av Schwaegrichen 1824. Dicnemon calycinum ingår i släktet Dicnemon och familjen Dicnemonaceae. Inga underarter finns listade i Catalogue of Life.